# Dan Marian Costescu
Dan Marian Costescu (ur. 23 lutego 1969) – rumuński inżynier transportu i menedżer, w latach 2015–2016 minister transportu i infrastruktury.

## Życiorys
W 1993 ukończył studia na wydziale transportu Uniwersytetu Politechnicznego w Bukareszcie, uzyskał też certyfikat menedżerski. Podjął pracę naukową na macierzystej uczelni, został też zatrudniony w Registrul Feroviar Român, specjalizując się m.in. w zakresie modeli komputerowych. Od 1996 do 1998 kierował departamentem w ministerstwie transportu. Od 1998 był prezesem Autoritatea Feroviară Română, instytucji zajmującej się badaniami nad bezpieczeństwem transportu kolejowego. Od 2001 kierował instytutem badawczym tej branży w Niemczech. Zasiadał w zarządach i radach nadzorczych rumuńskich spółek z branży kolejowej. W latach 2004–2014 prowadził firmę zajmującą się konsultingiem i zarządzaniem projektami. W 2015 wybrano go wiceprezesem sieci europejskich spółek kolejowych ERC.
17 października 2015 objął stanowisko ministra transportu i infrastruktury w rządzie Daciana Cioloșa. Zakończył pełnienie tej funkcji w lipcu 2016 w ramach rekonstrukcji gabinetu. Później pracował jako doradca i wykładowca w zakresie bezpieczeństwa transportu, w 2020 został dyrektorem wykonawczym przewoźnika kolejowego CFR Călători.